# Абу-Кір (родовище)
Абу-Кір – газоконденсатне родовище у єгипетському секторі Середземного моря. В історії газової промисловості Єгипту друге за часом введення в експлуатацію (після так родовища Абу-Маді).
Абу-Кір виявили у 1969 році внаслідок спорудження розвідувальної свердловини Abu Qir 1X, яку заклали за три з половиною десятки кілометрів на північний схід від Александрії в районі з глибиною моря біля 18 метрів. В подальшому оціночна свердловина Abu Qir 2X, споруджена за 2,7 км від місця відкриття, підтвердила поширення покладів родовища, тоді як закладена за 10 км від Abu Qir 1X розвідувальна свердловина Abu Qir 3X виявилась «сухою». Крім того, контури родовища уточнили за допомогою оціночних свердловин Abu Qir 13X та Abu Qir 24X.
Ресурси газу родовища виявились пов’язані з формацією Абу-Маді (мессінський ярус верхнього міоцену), що сформувалась у флювіально-дельтових умовах шляхом заповнення відкладами палеодолин, що виступали на поверхню в умовах різкого зниження рівня моря. Також продуктивною є пліоценова формація Кафр-Ель-Шейх. 
У середині 1980-х років геологічні запаси газу оцінювали у 68 млрд м3, що при помірному коефіцієнті вилучення на рівні 70% мало забезпечити отримання 44 млрд м3 товарного газу, тоді як видобувні запаси конденсату оцінювали у 33,6 млн барелів. 
Відкриття зробила Western Desert Petroleum Company (WEPCO), що виступала компанією-оператором для єгипетських проектів американської Phillips Petroleum та належала на паритетних засадах їй та місцевій державній Egyptian General Petroleum Corporation (EGPC). Втім, на той момент в Єгипті був взагалі відсутній внутрішній попит на блакитне паливо (перші поставки споживачам з родовища Абу-Маді почнуться лише в 1975 році), а ресурси Абу-Кір видавались недостатніми для створення експортних потужностей. Як наслідок, Phillips Petroleum відмовилась від подальшого розвитку проекту, тоді як EGPC у 1973-му ухвалила рішення розробляти Абу-Кір як єдиний інвестор та вигодонабувач, хоча роботи фактично і провадились через WEPCO. 
Видобуток на Абу-Кірі розпочався у 1979 році, для чого на родовищі встановили одну платформу, що обслуговувала 9 видобувних свердловин. Видачу продукції організували за допомогою трубопроводу завдовжки 10 км з діаметром 350 мм, який транспортував ресурс до спорудженого на узбережжі газопереробного заводу Меадія. Потужність першої черги становила лише 2,8 млн м3 на добу, проте декілька років навіть цей показник не могли досягнути через відсутність достатнього попиту. Втім, в районі Александрії вже узялись за реалізацію численних інвестиційних проектів, що потребували значних обсягів блакитного палива, а тому вже у 1982-му було необхідно запускати другу чергу. В межах останньої встановили другу платформу із так само 9 свердловинами, а для видачі продукції проклали газопровід завдовжки 15 км з діаметром 450 мм, що був розрахований на транспортування 7,1 млн м3 на добу. Крім того, перемичкою діаметром 350 мм сполучили платформи, що надавало можливість для маневру на випадок технічних проблем із якимось з трубопроводів. 
В подальшому через інфраструктуру родовища Абу-Кір організували видачу продукції родовищ Абу-Кір-Північ та Абу-Кір-Захід, які були введені в розробку у 1987-му та 1994-му роках відповідно. На першому з них встановили платформу NAQ PI (під’єднали трубопроводом до платформи P-2 родовища Абу-Кір), а в 1990-му – платформу NAQ PII ( знаходиться в районі з глибиною моря 29 метрів та сполучена перемичкою завдовжки 5 км із NAQ PI). На Абу-Кір-Захід в районі з глибиною 32 метра встановили платформу WAQ , від якої до платформи P-2 родовища Абу-Кір проклали трубопровід завдовжки не менш ніж 12 км з діаметром 150 мм.
В середині 1990-х на тлі падіння пластового тиску на Абу-Кір встановили дві компресорні платформи P1-C та P2-C, сполучені містками із вже існуючими основними платформами.
Станом на 2007 рік добовий видобуток з групи родовищ Абу-Кір становив 4,4 млн м3 газу та 3700 барелів конденсату і ЗНГ. При цьому видобуток на Абу-Кір провадили з 12 свердловин (ще 6 потребували ремонту або переведення на інший горизонт), тоді як на Абу-Кір-Північ та Абу-Кір-Захід працювали 6 та 2 свердловини відповідно.
Оскільки запобігти падінню видобутку було можливо лише через здійснення суттєвих капіталовкладень, в 2008-му EGPC залучила до розробки ділянки Абу-Кір іноземного інвестора. Спершу це була італійська компанія Edison, яка в подальшому продала свої права грецькій компанії Energean. Роботи провадить нова компанія-оператор Abu Qir Petroleum, а термін дії концесійної угоди спливає у 2033 році (за умови реалізації інвестором права на 5-річне подовження). Завдяки іноземним інвестиціями на Абу-Кір-Північ в районі з глибиною моря 33 метра змонтували платформу NAQ PIII, вага конструкцій якої становила 3210 тон. Отримана тут продукція подається до платформи P-1 родовища Абу-Кір по трубопроводу завдовжки 22 км з діаметром 400 мм, при цьому до NAQ PIII за допомогою перемички завдовжки 2,7 км з діаметром 400 мм під’єднали стару платформу NAQ PI.
Станом на середину 2010-х добовий видобуток групи родовищ Абу-Кір досягнув 7,6 млн м3 газу та 7600 барелів конденсату і ЗНГ.
У першій половині 2020-х через платформу NAQ PIII розраховують організувати видачу продукції малих родовищ Яззі, Ідку-Північ та Пітон, які виявили дещо західніше. Їх планується під’єднати через трубопровід завдовжки 8 км з діаметром 250 мм (крім того, кілька трубопроводів загальною довжиною 14 км з діаметрами від 150 мм до 200 мм сполучать чотири видобувні свердловини цих родовищ-сателітів).
Станом на середину 2010-х пропускна здатність ГПЗ Меадія становила 13,6 млн м3 на добу. Підготований тут товарний газ постачається на розташовані неподалік ТЕС Абу-Кір, завод азотної хімії, а також більш віддаленим споживачам через мережу трубопроводів.